# Unión Judía Democrática
La Unión Judía Democrática (en lituano: Žydų demokratinis susivienijimas), abreviado como ŽDS, fue una coalición política que existió en la Lituania de entreguerras entre 1920 y 1926, integrada por partidos e independientes de la minoría judía lituana para representar sus intereses. Sus principales integrantes eran el «Partido Sionista», el Folkspartei, Achdut y Agudat Israel.
La ŽDS se fundó para las elecciones de 1920, donde se eligió al Seimas constituyente, obteniendo 44.709 votos y 6 escaños parlamentarios. Las estimaciones de la época situaban la población judeo-lituana en unas 160.000 personas, lo que indica que alrededor de un 30% de los judíos de Lituania votaron a la coalición. La alianza no participó en las elecciones de 1922. De cara a las de 1923, sus integrantes conformaron una amplia coalición con los partidos representantes de los polacos y alemanes de Lituania, denominada «Minorías Unidas» que obtuvo poco más de un 10% de los votos y 10 escaños, imponiéndose en la ciudad de Kaunas (capital provisional del país). Los judíos jugaron un importante papel en el resultado, ya que constituían un 27% de la población de la ciudad, y 7 de los 10 escaños correspondían a representantes judíos.
El bloque minoritario se disolvió durante el período siguiente, pero la mayoría de las organizaciones de los intereses judíos se reunificaron y volvieron a competir con el nombre de ŽDS en las elecciones de 1926, aunque esta vez el partido Achdus decidió no integrarse. La ŽDS (ahora integrada más que nada por los sionistas y el Folkspartei) fue nuevamente el partido mayoritario entre la minoría judía con un 4,63% de los votos y obtuvo 3 escaños, debilitado por la ausencia de Achdus (la unidad entre ambos hubiera obtenido casi la misma cantidad de votos que en 1920). Sin embargo, los tres parlamentarios de la ŽDS se volvieron claves para apoyar el gobierno en minoría de los partidos de izquierda que se formó después de los comicios. La ŽDS se disolvió después del golpe de diciembre de 1926 que derrocó al mencionado gobierno.

## Resultados electorales
|  | 6.55 % |

|  | 4.63 % |